# David Bowie (album uit 1969)
David Bowie is het tweede naar zichzelf vernoemde album van de Britse muzikant David Bowie, uitgebracht in 1969. In de Verenigde Staten werd het echter uitgebracht onder de titel Man of Words/Man of Music en bij de heruitgave in 1972 was het album bekend als Space Oddity. De eerste single, "Space Oddity", was de eerste grote hit van Bowie, die tot de vijfde plaats in de Engelse muzieklijsten wist te komen. Ook het nummer "Memory of a Free Festival" werd op single uitgebracht, maar dit nummer kende geen succes.

## Tracklist
- Alle nummers zijn geschreven door Bowie.

Kant A
1. "Space Oddity" – 5:16
2. "Unwashed and Somewhat Slightly Dazed" – 6:12 (gevolgd door de verborgen track "Don't Sit Down" - 0:42)
3. "Letter to Hermione" – 2:36
4. "Cygnet Committee" – 9:35

Kant B
1. "Janine" – 3:25
2. "An Occasional Dream" – 3:01
3. "Wild Eyed Boy from Freecloud" – 4:52
4. "God Knows I'm Good" – 3:21
5. "Memory of a Free Festival" – 7:09

Bonustracks op heruitgave 1990
1. "Conversation Piece" – 3:05
2. "Memory of a Free Festival Part 1 (A-side version)" – 3:59
3. "Memory of a Free Festival Part 2 (B-side version)" – 3:31

Bonustracks op heruitgave 2009
1. "Space Oddity (Demo version)" – 5:10
2. "An Occasional Dream (Demo version)" – 2:49
3. "Wild Eyed Boy from Freecloud (B-side version)" – 4:56
4. Brian Matthew interviews David / "Let Me Sleep Beside You (BBC Radio session D.L.T. (Dave Lee Travis) Show, 1969)" – 4:45
5. "Unwashed and Somewhat Slightly Dazed (BBC Radio session D.L.T. Show, 1969)" – 3:54
6. "Janine (BBC Radio session D.L.T. Show, 1969)" – 3:02
7. "London Bye Ta-Ta (Stereo version)" – 3:12
8. "The Prettiest Star (Stereo version)" – 3:12
9. "Conversation Piece (Stereo version)" – 3:06
10. "Memory of a Free Festival Part 1 (A-side version)" – 4:01
11. "Memory of a Free Festival Part 2 (B-side version)" – 3:30
12. "Wild Eyed Boy from Freecloud (Alternate album mix)" – 4:45
13. "Memory from a Free Festival (Alternate album mix)" – 9:22
14. "London Bye Ta-Ta (Alternate stereo mix)" – 2:34
15. "Ragazzo solo, ragazza sola" – 5:14

## Musici
- David Bowie: zang, gitaar, orgel, kalimba, stylofoon
- Rick Wakeman: mellotron, elektrische klavecimbel, keyboards
- Terry Cox: drums
- Tim Renwick: elektrische gitaar
- Keith Christmas: akoestische gitaar
- Mick Wayne: gitaar
- Tony Visconti: basgitaar, fluit, blokfluit
- Herbie Flowers: basgitaar
- Benny Marshall en vrienden: mondharmonica
- Paul Buckmaster: cello